# Enantiulus karawankianus
Enantiulus karawankianus är en mångfotingart som först beskrevs av Karl Wilhelm Verhoeff 1908.  Enantiulus karawankianus ingår i släktet Enantiulus och familjen kejsardubbelfotingar. Inga underarter finns listade i Catalogue of Life.